# یواس‌اس گرینوود (دی‌ئی-۶۷۹)
یواس‌اس گرینوود (دی‌ئی-۶۷۹) (به انگلیسی: USS Greenwood (DE-679)) یک کشتی بود. این کشتی در سال ۱۹۴۳ ساخته شد.